# Centrum för Östersjö- och Östeuropaforskning
Centrum för Östersjö- och Östeuropaforskning (engelska Center for Baltic and East European Studies, CBEES), forskningscentrum i Sverige beläget vid Södertörns högskola för forskning kring östersjöregionen och Östeuropa.
Dess verksamhet finansieras i huvudsak av Östersjöstiftelsen och det har bland annat ansvar för forskarskolan Baltic and East European Graduate School (BEEGS).

## Baltic Worlds
Baltic Worlds är en vetenskaplig engelskspråkig tidskrift som ges ut av CBEES med medel från Östersjöstiftelsen. Den har läsare och prenumeranter i ett 50-tal länder. De vetenskapliga artiklarna är fackgranskade och en publicering ger en poäng för forskare och dess institutioner. Artiklarna placeras i databasen EBSCO och återfinns i DOAJ.
Dessutom finns artiklar inom andra genrer i tidskriften – recensioner, kommentarerar, reportage och även dikter.
Tidskriften bevakar forskning i och om Östersjö- och Östeuroparegionen. Det innebär ett stort område; hela det post-socialistiska blocket med Ryssland, de f.d. sovjetiska delstaterna, Östeuropa, Balkanländerna samt länderna runt Östersjön. På internet finns en valbevakning. Forskare analyserar och kommenterar alla val som äger rum i dessa länder. På www.balticworlds.com kan man även ladda ned hela tidskriften som pdf-fil. Den är således open access. Tidskriften har bl.a. originalillustrationer av unga konstnärer.